# Sân bay quốc tế General Mitchell
Sân bay quốc tế General Mitchell (mã sân bay IATA: MKE, mã sân bay ICAO: KMKE, mã FAA LID: MKE) là một sân bay quốc tế công cộng có cự ly 8 km về phía nam khu kinh doanh trung tâm của Milwaukee, một thành phố ở quận Milwaukee, bang Wisconsin, Hoa Kỳ.
Sân bayđược đặt tên theo vị tướng quân đội Hoa Kỳ Billy Mitchell, người lớn lên ở Milwaukee và thường được coi là cha đẻ của Không lực Hoa Kỳ. Sân bay này là một trung tâm cho  các hãng hàng không AirTran Airways và Frontier Airlines. Cùng với sân bay chính cho Milwaukee, sân bay quốc tế Mitchell đôi khi được mô tả như là sân bay thứ ba của Chicago, nhiều du khách Chicago sử dụng nó như là một thay thế cho sân bay quốc tế Chicago O'Hare, sân bay quốc tế Chicago Midway. Tuy nhiên, cũng được sử dụng bởi khách du lịch trong suốt Wisconsin và Northern Illinois. Một ga đường sắt Amtrak mở tại sân bay vào năm 2005. Nhà ga được phục vụ bởi dòng dịch vụ Hiawatha chạy giữa Chicago và Milwaukee nhiều lần hàng ngày.
Sân bay ban đầu được thành lập vào năm 1920 như với tên sân bay Hamilton bởi chủ doanh nghiệp Thomas Hamilton. Quận Milwaukee  mua đất vào ngày 19 tháng 10 năm 1926 để xây sân bay quận Milwaukee. Công ty Hàng không Kohler đã bắt đầu cung cấp dịch vụ hành khách qua hồ Michigan vào ngày 31 tháng 8 năm 1929. Một nhà ga hành khách sau đó được xây dựng vào năm 1940 và ngày 17 tháng 3 năm 1941, sân bay được đổi tên thành tướng Mitchell trường sau tên vị tướng quân đội Mỹ, chuẩn Tướng William "Billy" Mitchell. Ngày 04 tháng 1 năm 1945, sân bay Mitchell đã được cho Bộ Chiến tranh thuê để sử dụng như trại tù binh Chiến tranh thế giới thứ II. Hơn 3.000 tù nhân và 250 người được tuyển nghĩa vụ quân sự ở lại trại. Các tù nhân Đức trốn thoát đã thường ngạc nhiên khi tìm thấy một dân số lớn của Đức và Ba Lan chỉ ngay ngoài hàng rào. Nhà ga hiện nay mở cửa vào năm 1955 và được mở rộng đáng kể từ năm 1984 và 1990. Ngày 19 tháng 6 năm 1986, Hội đồng Giám Sát Quận Milwaukee chính thức đổi tên thành sân bay quốc tế tướng Mitchell.
Sân bay này vẫn thuộc sở hữu và điều hành bởi quận Milwaukee, tuy nhiên, một số lãnh đạo chính trị và nhà kinh doanh Milwaukee ủng hộ tư nhân hóa hoặc cho một bên thứ ba thuê sân bay Mitchell vì lý do tài chính

## Cơ sở vật chất và vận hành
Sân bay quốc tế General Mitchell có diện tích 2.180 mẫu Anh (880 ha), trong đó có các 5 đường băng bề mặt nhựa đường hoặc bê tông khác nhau, chiều dài từ 4.183 đến 9.690 ft (1.463 đến 2.954 m). Đường băng 07R/25L có một cầu vượt với Wisconsin Trunk Xa lộ liên bang 38 chạy bên dưới. Đối với khoảng thời gian 12 tháng kết thúc ngày 31 tháng 12 năm 2005, sân bay đã có 219.114 lượt chuyến máy bay hoạt động, trung bình 600 lượt chuyến mỗi ngày. 56% là air taxi, 32% là bay thương mại theo lịch trình, 10% hàng không chung và quân sự 1%. Một lô quan sát dọc theo rìa phía bắc của sân bay được mở cho công chúng, và các thông tin liên lạc tháp được phát lại bằng cách sử dụng một máy phát FM công suất thấp cho người thăm để điều chỉnh trên radio xe của họ. 